# فلئومتورون
فلئومتورون (به انگلیسی: Fluometuron) یک ترکیب شیمیایی با شناسه پاب‌کم ۱۶۵۶۲ است.